# Herbrand Sackville, 9. Earl De La Warr
Herbrand Edward Dundonald Brassey Sackville, 9. Earl De La Warr PC JP (* 20. Juni 1900 in Bexhill-on-Sea, East Sussex; † 28. Januar 1976 in London) war ein britischer Peer und Politiker der Conservative Party. Er bekleidete von 1937 bis 1938 das Amt des Lordsiegelbewahrers, anschließend von 1938 bis 1940 Bildungsminister sowie 1940 kurzzeitig Minister für öffentliche Arbeiten. Zuletzt war er von 1951 bis 1955 Postminister.

## Leben

### Familiäre Herkunft und Geschwister
Sackville war das jüngste von drei Kindern sowie der einzige Sohn von Gilbert Sackville, 8. Earl De La Warr sowie dessen Ehefrau Lady Muriel Agnes Brassey, einer Tochter von Thomas Brassey, der 18 Jahre lang Mitglied des House of Commons war sowie 1886 als Baron Brassey in den erblichen Adelsstand erhoben wurde, sowie dessen Ehefrau, der Schriftstellerin Anna Brassey. Später fungierte Baron Brassey von 1895 bis 1900 als Gouverneur von Victoria sowie von 1908 bis 1913 als Lord Warden of the Cinque Ports und wurde 1911 zum Earl Brassey erhoben.
Seine älteste Schwester Lady Myra Idina Sackville war fünfmal verheiratet, und zwar in erster Ehe von 1913 bis 1919 mit Euan Wallace, einem Captain der Life Guards Reserve, der später unter anderem Abgeordneter des Unterhauses sowie zwischen 1939 und 1940 Verkehrsminister war. Bereits wenige Wochen nach der Scheidung von ihrem ersten Mann heiratete sie 1919 erneut, und zwar Captain Charles Gordon, von dem sie 1923 geschieden wurde. In dritter Ehe heiratete sie bereits 1923 Josslyn Hay, der 1928 den Titel 22. Earl of Erroll erbte und damit Mitglied des Oberhauses wurde sowie 1941 unter ungeklärten Umständen in Kenia ermordet wurde. Sie wurden jedoch bereits 1930 wieder geschieden. In vierter Ehe heiratete sie 1930 den Juristen Donald Carmichael Haldeman, von dem sie 1938 geschieden wurde. In fünfter und letzter Ehe war sie von 1939 bis 1946 mit Vincent William Soltau verheiratet, einem Flight Lieutenant der Royal Air Force.
Seine zweitälteste Schwester Lady Avice „Avie“ Ela Murial Sackville war zweimal verheiratet. In erster Ehe war sie zwischen 1918 und 1931 mit dem späteren Generalmajor Stewart Graham Menzies verheiratet, der zwischen 1939 und 1952 Generaldirektor des Auslandsgeheimdienstes MI6 (Secret Intelligence Service) war. In zweiter Ehe heiratete sie 1931 Captain Frank Fitzroy Spicer.

### Oberhausmitglied und Juniorminister
Sackville absolvierte seine schulische Ausbildung am renommierten Eton College. Nachdem sein Vater während des Ersten Weltkriegs am 16. Dezember 1915 bei einem Seegefecht ums Leben kam, erbte er bereits als Fünfzehnjähriger dessen Adelstitel als 9. Earl De La Warr mit den nachgeordneten Titeln 9. Viscount Cantelupe, 15. Baron De La Warr und 4. Baron Buckhurst. Nach Abschluss der Schulausbildung wurde er Reserveoffizier bei der Royal Naval Reserve und war nach Eintritt der Volljährigkeit bis zu seinem Tod Mitglied des House of Lords. 1924 fungierte er als Lord-in-Waiting von König Georg V. sowie 1925 als Friedensrichter von Sussex.
Der Earl De La Warr war von 1929 bis 1931 abermals Lord-in-Waiting von König Georg V. und bekleidete in der Regierung von Premierminister Ramsay MacDonald seine ersten Regierungsämter. Zunächst war er von Juni 1929 bis Juni 1930 Parlamentarischer Unterstaatssekretär im Kriegsministerium (Parliamentary Under-Secretary of State to the War Office) sowie anschließend zwischen Juni 1930 und August 1931 Parlamentarischer Unterstaatssekretär im Landwirtschaftsministerium beziehungsweise von August 1931 bis Juni 1935 Parlamentarischer Unterstaatssekretär im Ministerium für Landwirtschaft und Fischerei. Darüber hinaus war er von 1929 bis 1931 Captain of the Honourable Corps of Gentlemen at Arms und damit Kommandeur einer der zeremoniellen Leibwachen von König Georg V. Zugleich bekleidete er von 1932 bis 1934 das Amt des Bürgermeisters von Bexhill-on-Sea, einem Seebad in der Grafschaft East Sussex.
Während der Amtszeit von Premierminister Stanley Baldwin wurde er im Juni 1935 zunächst Parlamentarischer Unterstaatssekretär im Bildungsministerium (Board of Education) und war anschließend von 1936 bis 1937 Parlamentarischer Unterstaatssekretär im Kolonialministerium (Colonial Office). 1936 wurde er zudem zum Mitglied des Privy Council (PC) berufen.

### Lordsiegelbewahrer, Bildungs- und Postminister
Am 28. Mai 1937 wurde der Earl De La Warr von Premierminister Neville Chamberlain in dessen National Government berufen und war anfangs bis zum 27. Oktober 1938 Lordsiegelbewahrer (Lord Privy Seal). Danach übernahm er am 27. Oktober 1938 von James Stanhope, 7. Earl Stanhope das Amt des Bildungsministers (President of the Board of Education), während John Anderson das Amt des Lordsiegelbewahrers übernahm.
Bei einer weiteren Umbildung des Kabinetts Chamberlain wurde er am 3. April 1940 zum Minister für öffentliche Arbeiten (First Commissioner of Works) ernannt und damit zum Nachfolger von Herwald Ramsbotham, der wiederum von ihm das Amt des Bildungsministers übernahm. Das Amt des Ministers für öffentliche Arbeiten bekleidete er bis zum 10. Mai 1940.
Der Earl of De La Warr, der Ritter der französischen Ehrenlegion war, wurde am 5. November 1951 von Premierminister Winston Churchill zum Postminister (Postmaster General) ernannt und übte dieses Ministeramt bis zum Ende von Churchills Amtszeit am 5. April 1955 aus. 1956 wurde er zum Deputy Lieutenant der Grafschaft Sussex ernannt sowie zum Knight Grand Cross des Order of the British Empire (GBE) erhoben.

### Ehen und Nachkommen
Herbrand Sackville war zwei Mal verheiratet. In erster Ehe heiratete er am 30. Dezember 1920 Diana Helena Leigh, die Tochter von Henry Gerard Leigh, einem Captain des 1. Regiments der Life Guards. Aus dieser Ehe gingen zwei Söhne und eine Tochter hervor.
Der älteste Sohn William Herbrand Sackville, der als Offizier im Parachute Regiment diente und von 1974 bis 1979 Geschäftsführender Direktor von Rediffusion Ltd war, erbte bei seinem Tod 1976 seine Adelstitel und wurde dadurch Mitglied des House of Lords. Er war auch Vater des heutigen 11. Earl De La Warr, William Herbrand Sackville.
Der zweitälteste Sohn Thomas Henry Jordan Sackville kam als Pilot der Royal Air Force Volunteer Reserve am 14. Mai 1943 bei einem Luftgefecht ums Leben, als er mit seinem Jagdflugzeug vom Typ P-51 Mustang vor der niederländischen Küste abgeschossen wurde. Die einzige Tochter Lady Katharine „Kitty“ Pamela Sackville war die Ehefrau des Journalisten Frank Thomas Robertson Giles, der zwischen 1967 und 1981 erst stellvertretender Chefredakteur sowie anschließend von 1981 bis 1983 Chefredakteur von The Sunday Times war. Von dieser Funktion trat er wegen der Affäre um die Hitler-Tagebücher zurück.
Nach dem Tod seiner ersten Frau am 29. März 1966 heiratete der Earl De La Warr am 1. März 1968 im Standesamt von Caxton Hall in zweiter Ehe Sylvia Margaret Harrison. Diese Ehe blieb kinderlos.